# DCアドバイザー
DCアドバイザーとは、NPO法人 DC協会（確定拠出年金教育・普及協会）が主催する認定資格であり、同協会が実施する試験に合格した後、登録することで与えられる認定資格である。当資格は、確定拠出年金及び年金制度の専門家としての制度普及、運営、管理を行う専門的な実務家としての役割が期待されている。「DCアドバイザー」の他に、DC協会が管轄する資格として「年金・退職金総合アドバイザー」、「DCアドバイザー・アソシエ」が存在し、それぞれ資格取得に至る過程が異なる。尚、同じ確定拠出年金に関連した資格にDCプランナーが存在する。

## 試験概要
年1回実施。第1分野～第3分野 全てが合格基準に達することで合格。全てマークシート式で出題
試験科目
第1分野（90分）① 労務・賃金及び企業年金導入 ② 確定拠出年金制度
第2分野（90分）③ 社会保険・私的年金の周辺知識 ④ リタイアメントプラン
第3分野（90分）⑤ 資産運用情報 ⑥ 確定拠出年金と投資教育
合格基準
65%（但し、ボーダーが前後する可能性あり）
受験資格
特になし
受験料
全ての分野を受験 10,600円
2つの分野を受験   8,500円
1つの分野を受験   6,400円
対象者
企業経営者、福利厚生担当者、労働組合専従者、銀行等の金融機関・証券会社・保険会社の法人営業担当者、保険代理店担当者、確定拠出年金運営管理機関担当者、厚生年金基金担当者、税理士、社会保険労務士、中小企業診断士、ファイナンシャル・プランナー等である。
DCプランナー試験との相違点
第1分野の出題範囲として、労働基準法が含まれる。又、1級DCプランナーの試験範囲である確定給付企業年金が出題範囲に含まれる。逆に、1級DCプランナー試験で求められる退職給付会計等については、試験範囲に含まれない。又、分野別合格が認められており、最長1年間に限り分野合格を保持することが可能。但し、DC協会の研究会員（入会金5,000円、年会費7,000円）に登録することで、分野合格期間を延長させることが可能。

## 資格登録制度
DCアドバイザー試験に全分野合格した者は、合格後6ヶ月以内に手続を行うことで、DCアドバイザー資格を付与される。但し、その際にはDC協会の認定会員（入会金10,000円、年会費10,000円）になることが前提となる。尚、認定会員は2年毎に資格更新が行われ、更新には、1分野～3分野 各10単位（合計30単位）の継続教育による単位実績が必要となる。従って、2年間の間にDC協会が実施する継続単位認定テストやDC協会認定セミナーへの出席等を重ねることで継続教育を行うことを要する。但し、一部 国家等資格を取得することで単位に認定される応用単位制度がある。（対象資格：公認会計士、アクチュアリー、税理士、特定社会保険労務士、社会保険労務士、証券アナリスト、中小企業診断士、CFP、AFP等々）

## その他の資格
年金・退職金総合アドバイザー
確定拠出年金をはじめとする公的・私的年金 全般に渡り、基本的な知識と金融商品、投資からライフプランに関する総合的な知識を有し、確定拠出年金の加入者、導入企業担当者に説明することができる知識を持ち合わせた者。加入者への投資教育、個人に豊かな老後のライプラン提案ができる知識を持ち合わせた者。DCアドバイザーには、無試験で当資格が付与される。
DCアドバイザー・アソシエ
年金制度全般の概略と確定拠出年金の制度を理解し、投資運用の正しい知識、ビジネスコンプライアンスの基礎を学習した成果を認定する初級の位置付けとしての資格。DC協会指定の研修（一部免除）を受講することで、年金・退職金総合アドバイザーの資格を取得することが可能。